# Romantisme italien
 (mars 2014).
Si vous disposez d'ouvrages ou d'articles de référence ou si vous connaissez des sites web de qualité traitant du thème abordé ici, merci de compléter l'article en donnant les références utiles à sa vérifiabilité et en les liant à la section « Notes et références ».
Le romantisme italien est l'expression en Italie du mouvement littéraire appelé romantisme.

## Origines
Il est étroitement associé au Risorgimento, c’est-à-dire à l'unification progressive de l'Italie qui commence à la fin du XVIIIe siècle pour s'achever en 1871. Le romantisme italien puise ses références dans l'Antiquité mais aussi au Moyen Âge.

## Protagoniste
Le principal écrivain romantique italien est Alessandro Manzoni. Né en 1785, il est le petit-fils du philosophe Cesare Beccaria et grandit dans un milieu imprégné des idées des Lumières, libéral et anticlérical à Paris. Converti au catholicisme par des prêtres de sensibilité jansénistes, il commence sa vie littéraire en retournant en Italie à la fin de l'Empire. Il célèbre le catholicisme dans ses Hymnes sacrés (1815) mais également les révolutionnaires de 1821 en composant une œuvre militante pour la liberté de l'Italie, mars 1821. Son plus grand succès est Les Fiancés, qui connaissent trois versions différentes entre 1822 et 1842. Ce roman, véritable emblème du romantisme italien, raconte les malheurs, dans le royaume lombard du XVIIe siècle, de deux jeunes paysans dont l'amour est contrarié par l'occupant espagnol, sur fond de guerre, d'injustice, de peste mais aussi de foi profonde. Ce roman est exemplaire dans la vie littéraire italienne car il raconte l'histoire de l'Italie à travers l'histoire des humbles et non pas des puissants. Il dresse un tableau extrêmement détaillé et précis historiquement et brosse des personnages devenus des « types » dans l'imaginaire italien.
Le roman de Manzoni connaît un succès superbe, dans toutes les couches de la société. Les intellectuels l'accueillent très favorablement et le peuple connaît par cœur des passages entiers du livre. Les Fiancés est une œuvre incontournable de l'éveil intellectuel de l'Italie du XIXe siècle et demeure un succès éditorial exceptionnel. Son rôle dans la définition de la langue italienne est tellement important qu'il est considéré comme l'archétype de la prose nationale italienne.
Manzoni, dans la lignée d'autres écrivains romantiques européens comme Lamartine ou Byron, participa à la vie politique italienne, mais assez tardivement. Il s'est rallié à Victor-Emmanuel II de Savoie et est devenu sénateur à vie. En 1862, il fut nommé président de la commission pour l'unification de la langue italienne. Sa mort en 1873 fut l'occasion de funérailles nationales et c'est à sa mémoire que Giuseppe Verdi composa son Requiem.
De même, un écrivain romantique italien qui a produit des œuvres dans divers genres, y compris des nouvelles et des romans (comme Ricciarda o i Nurra e i Cabras), était le Piémontais Giuseppe Botero (1815-1885), consacrant une grande partie de sa carrière à la littérature sarde. Botero n'était pas seulement un écrivain du mouvement romantique, mais il associa également cette activité à l'enseignement dans les écoles du nord de l'Italie, et même, en 1848, au cours d'une facette très différente de sa vie, il soutint les insurgés de Milan, sous la direction du roi Charles Albert de Savoie.

## La notion dans l'art pictural
Ces principes se retrouvent dans l'art pictural italien de la même période : ainsi Francesco Hayez qui prend ses sujets dans le Moyen Âge se rapproche plus du style troubadour que du romantisme de ses contemporains nord-européens. Ludovico Lipparini (1802-1856) enseignant dès 1831 à l'Académie des beaux-arts de Venise, se lance à son tour à partir de 1845 dans la voie du romantisme historique.